# Bulhar
Bulhar (en somalí: Bullaxaar, o incluso Bular, Bullahar, Bulaxaar, Bulloxaar, Bullahār) es una localidad costera, a unos 10 metros sobre el nivel del mar, bañada por el Océano Índico en pleno Golfo de Adén. Bulhar forma parte de la región de Saaxil, una de las seis gobolkas de la autoproclamada República de Somalilandia, en el norte de Somalia en 1991. La población está situada a unos 57 km al oeste de la capital de la región, Berbera, y a 102 km al norte de Hargeysa, capital de la República.
En 1979, la Unión Astronómica Internacional aprobó poner el nombre de la población a un cráter del planeta Marte, conocido como Bulhar